# Kuybyshev (Spassky)
Huyện Kuybyshev (Spassky) (tiếng Nga: ? райо́н) là một huyện hành chính tự quản (raion), của Tatarstan, Nga. Huyện có diện tích 2064 km², dân số thời điểm ngày 1 tháng 1 năm 2000 là 22800 người. Trung tâm của huyện đóng ở Bolgar.